# Feelee
Feelee (Feelee Records, Feelee Promotion, Feelee Management & Record Company, «Фи́рма грамза́писи ФИЛИ́»)  — одна из первых российских независимых музыкальных компаний, основанная музыкальным предпринимателем Игорем Тонких в 1988 году.
С самого начала компания Игоря Тонких занималась продвижением альтернативной сцены в России. Feelee издала дебютные альбомы таких групп, как Tequilajazzz, Zdob și Zdub, «Пелагея», «Ноль», «Колибри», «Тараканы!», I.F.K. и множество других. Лейбл Feelee Records считается главным дистрибьютором западной независимой музыки в России, выпуская лицензированные музыкальные релизы от зарубежных лейблов 4AD, Mute, Beggars Banquet, XL, Ninja Tune, Warp. Компания Feelee также известна как организатор фестиваля «Рок против террора» (1991) и ряда фестивалей «Учитесь плавать» (1995—2000).
Помимо лейбла звукозаписи, головная компания Feelee также включала в себя подразделение Feelee Promotion — организатора концертов и туров, и компанию «Территория», выступавшую в роли информационного агентства и дистрибьютора продукции Feelee Records.

## История
…Окончил я МАИ, и распределён был на завод им. Хруничева, «почтовый ящик» на Филях, в чьём ведении был ДК имени Горбунова. Когда я пришёл становиться на учёт в местный комитет комсомола, меня спросили: Что будешь делать? «Ничего». А чего любишь? «Музыку люблю». Музыку будешь делать? «Ну, музыку буду…». Сделал первый концерт — «Чёрный кофе» и «Легион», потом «Звуки Му» с кем-то ещё, потом притащил туда рок-лабораторию, привёл с Маяковки спекулей-меломанов, нашли Борю Симонова, который сейчас «Трансильвания», под эгидой завода сделали клуб филофонистов — и всё завертелось. В 85-м пришёл на завод, в 86-м сделал первый концерт, в 88-м начал работать под вывеской «Фили».
— Игорь Тонких, основатель компании Feelee
Когда Игорь Тонких приступил к своей деятельности в 1986 году, его частное предприятие стало одним из первых в СССР после того, как в стране была ликвидирована государственная монополия единственной на тот момент фирмы грамзаписи Мелодия. По словам Игоря, его имя с тех пор у многих прочно ассоциировалось с историческим московским районом Фили, где он и руководил одноимённой звукозаписывающей и промоутерской компанией, называемой Feelee Management & Record Company. «Мы, естественно, каждое наше совещание в Feelee называли не иначе, как „совет в Филях“ — это выражение проходило красной нитью через многие дела. При всей самоиронии мы понимали, что тоже делаем историю». С 1988 года Feelee начала организацию концертов зарубежных исполнителей. Первыми из них стали британская рок-группа World Domination Enterprises, выступившая 8—9 марта 1988 года, и американская нойз-рок группа Sonic Youth, давшая концерт 12 апреля 1989 года. Следующими оказались зарубежные группы The Shamen, Fred Frith,  музыканты Генри Кейзер, Крис Катлер, группа Millions of Dead Cops и другие.
Переход компании к индустрии звукозаписи произошёл в 1991 году: причиной появления лейбла Feelee Record Company стал именитый благотворительный фестиваль «Рок против террора». Идея фестиваля возникла у музыканта Гарика Сукачёва, пострадавшего от неправомерных действий сотрудников 108-го отделения милиции на Арбате, и компания Feelee совместно с телекомпанией «ВИD» поддержали его. Все ведущие рок-исполнители страны того времени выразили желание выступить на этом фестивале: сам Гарик Сукачёв, группы «Алиса», «ДДТ», «Наутилус Помпилиус», «Чайф», «CrossroadZ», «Нюанс», «Мцыри», «Бикс», «АукцЫон», «Калинов Мост». Весь концерт был записывался и снимался на видео. Когда пришло время выпустить эту запись на грампластинке, это и послужило компании Feelee поводом создать свой лейбл звукозаписи. Первая пластинка от Feelee Record Company вышла 1992 году, однако посвящена она была не прошедшему рок-фестивалю, а группе «Воскресенье». Игорь Тонких объясняет это тем, что музыканты «Воскресенья» воссоединились тогда в «золотом составе», а выпуск их альбома дал возможность собрать группу на концерте в ДК Горбунова. Вторая пластинка Feelee Records содержала запись фестиваля «Рок против террора». В том же 1992 году лейбл Feelee Records стал выпускать музыкальные релизы на компакт-дисках.
В 1994 году Feelee Records подписала контракт с питерской группой Tequilajazzz, которая по прошествии нескольких лет вошла в число лидеров альтернативной сцены России и стала неофициальной «визитной карточкой» лейбла. В этом же году компания Feelee стала главным российским дистрибьютором западной независимой музыки. Первым релизом в этой сфере был альбом Into the Labyrinth группы Dead Can Dance, выпущенный по лицензии лейбла 4AD Records. За ним последовал альбом группы Nick Cave and the Bad Seeds — Let Love In (Mute Records). «Как говорил Лёня Захаров из „Комсомолки“: как прослыть фирмой грамзаписи с хорошим вкусом? Надо просто заключить лицензионное соглашение с фирмой грамзаписи с хорошим вкусом! После этого мы стали дистрибьютором ещё и Beggars Banquet, XL Recordings, Ninja Tune, Warp… много было хороших лейблов. Мы с самого начала выбрали независимую нишу. Тут был и экономический резон — сектор всех независимых примерно равен мейджору; приятен репертуар, не нужно пачкаться, можно зарабатывать деньги без проституирования. Без компромиссов» (Игорь Тонких). В том же 1994 году информационное агентство InterMedia признала Feelee лучшей компанией, работающей в шоу-бизнесе.
В 1995 году компания проводит первый фестиваль экстремальной музыки «Учитесь плавать», материально реализовав одноимённую передачу Александра Ф. Скляра на «Радио Maximum». В 1996 году фестиваль получил статус международного и статус фестиваля двух столиц (Москва и Санкт-Петербург). Всего было проведено пять фестивалей, в честь которых лейблом Feelee Records было издано пять музыкальных сборников.
В 1998 году лейбл Feelee Records получил премию российской музыкальной индустрии «Рекордъ» в номинации «Зарубежный альбом» — за релиз альбома Ultra группы Depeche Mode.
В 2006 году активность лейбла Feelee Records снизилась из-за кризиса в индустрии звукозаписи.

Из больших релизов отмечу «Кровосток», но опять же, я подписывал комплексный контракт — он включал в себя эксклюзивные выступления в «Икре». Рекорд-бизнес уходит в сеть, оффлайновые продажи падают, онлайновые растут, но не так сильно, чтобы компенсировать потери. Мы будем рекорд-компанией, и я уверен: в ситуации, когда всё устаканится, — пока технологии опережают законодательство — рекорд-компании снова займут своё место.
— Игорь Тонких, основатель компании Feelee
После длительного перерыва с 2006 по 2012 год лейбл Feelee Records вернулся к деятельности, отметив своё 20-летие. В честь юбилея, несколько классических альбомов лейбла было выпущено на грампластинке по лицензии компании «Мирумир». В 2013 Feelee Records издала новый альбом MaximumHappy I от вернувшейся на лейбл панк-рок группы «Тараканы!».
3 августа 2020 года в рамках фестиваля Beat Film Festival состоялась премьера документального фильма Андрея Айрапетова «Фили. История одного лейбла», подводящего итоги первых 30-и лет жизни компании FeeLee.

## Артисты Feelee Records

### Российские исполнители
| - 1.5 кг отличного пюре - Аквариум - Александр Башлачёв - Алексей Зубарев - Борис Гребенщиков - Бригада С - Ва-Банкъ - Вежливый отказ - Виды Рыб - Владимир Рацкевич - ВоваКатя - Евгений Фёдоров - Джан ку - Колибри | - Кровосток - Наталия Медведева - Мои ракеты вверх - Мэd Dог - НАИВ - Не ждали - Неккерман и Деньги - Нож для фрау Мюллер - Ноль - Юрий Наумов - Пелагея - Приключения Электроников - Солдат Семёнов - Тараканы! | - Ульи - Центр - Чайф - Швах - Элизиум - Cuibul - Deadушки - FAQ - I.F.K. - Джоанна Стингрей - Tequilajazzz - Zdob și Zdub |

### Зарубежные исполнители
| - Belly - Cocteau Twins - Coil - Dead Can Dance - Depeche Mode - Диаманда Галас - Erasure - The Exploited - Flightcrank - Laibach | - Максим Реалити - Nick Cave and the Bad Seeds - Nitzer Ebb - Pixies - Psychic TV - The Prodigy - Recoil - Technique - Throwing Muses - Toob | - The Wolfgang Press - The Young Gods |

### Зарубежные релизы
Некоторые музыкальные релизы были переизданы за рубежом по лицензии Feelee Records:
- Колибри — Manner of Behaviour (1992, Community 3 Records);
- Ва-Банкъ — In the Kitchen (1992, Community 3 Records);
- НАИВ — Post Alcoholic Anxieties (1999, Koolarrow Records).